# RQ-4 Global Hawk
RQ-4 Global Hawk (укр. «Ґло́бал Гок») — стратегічний  розвідувальний безпілотний літальний апарат (БПЛА). Перший політ здійснив 28 лютого 1998 року з авіабази Військово-повітряних сил США в Каліфорнії. Перший апарат Global Hawk був переданий військово-морським силам США у 2004 році та приступив до виконання бойових завдань в березні 2006 року.
Апарат може патрулювати протягом 30 годин на висоті до 18 000 метрів. Виробляється фірмою Northrop Grumman (США).

## Конструкція

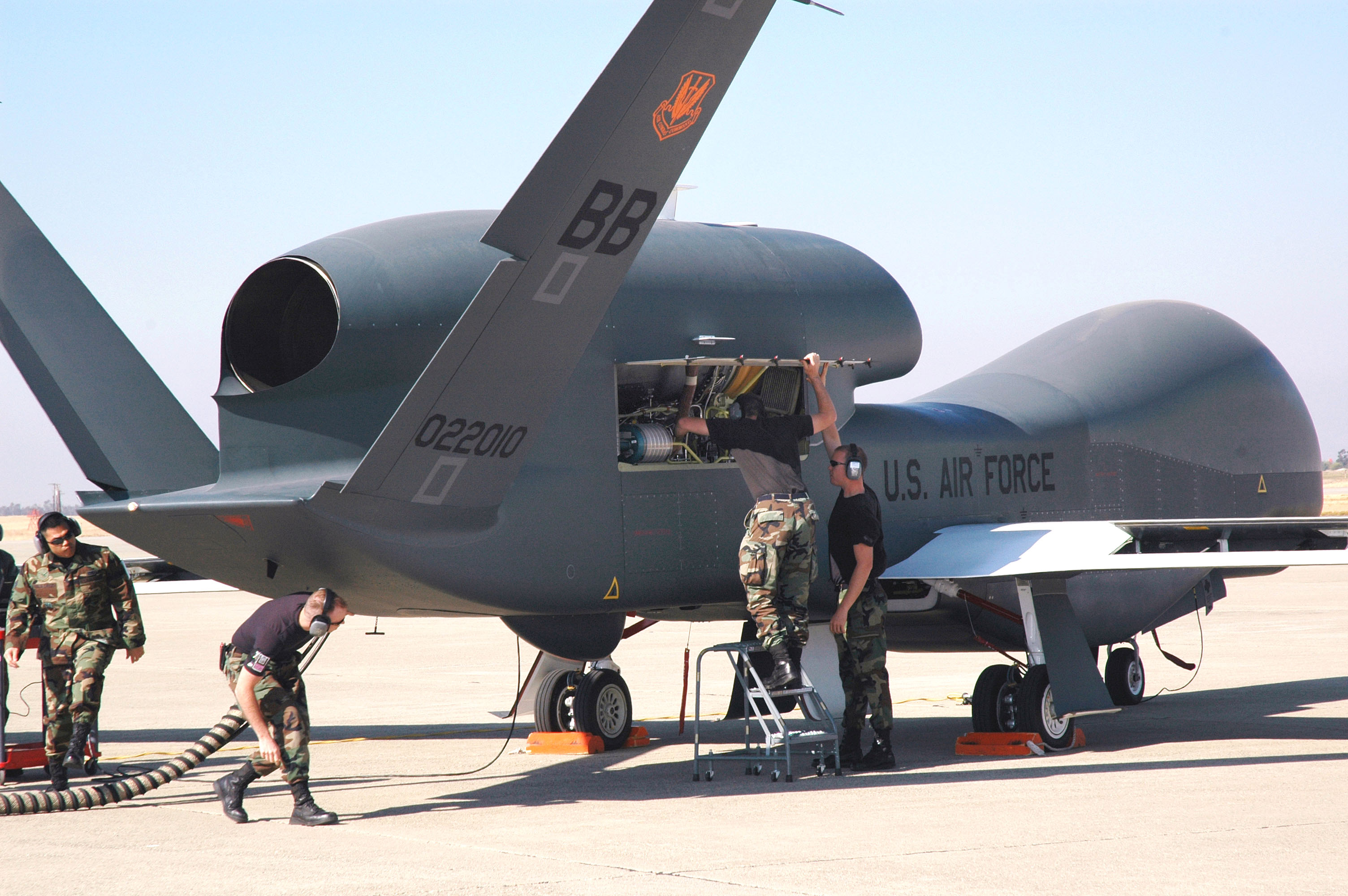
Огляд та підготовка перед вильотом

### Планер
RQ-4 виконаний за нормальною аеродинамічною схемою. Крило повністю виготовлене з композиційного матеріалу на основі вуглеволокна. V-подібне хвостове оперення також зроблене з композитних матеріалів. Фюзеляж виготовлений з алюмінієвих сплавів та являє собою напівмонокок. Крила виготовлені з легкого високоміцного композиту. Розмах крил дорівнює приблизно 35 метрам, довжина — 13,3 метра, а злітна маса наближається до 15 тонн.

### Двигун
Апарат оснащений ТВДД Allison Rolls-Royce AE3007H з тягою 31.4 кН та здатний нести корисне навантаження масою до 900 кг.

### Обладнання
Комплекс БПЛА «Ґлобал Гок» складається з повітряного сегмента, наземного сегмента, сегмента обслуговування, а також навченого персоналу. Повітряний сегмент включає в себе безпосередньо БПЛА з різними сенсорами, авіонікою та системами передачі даних. Наземний сегмент складається з обладнання запуску та обслуговування (Launch and Recovery Element), системи наземного управління (Mission Control Element) з вбудованим обладнанням наземного зв'язку. Для підвищення мобільності все наземне обладнання розміщено в контейнерах або на спеціальних трейлерах.
Global Hawk оснащений інтегрованою системою спостереження та розвідки HISAR (Hughes Integrated Surveillance & Reconnaissance). Це спрощена та дешевша версія комплексу ASARS-2 розробленого фірмою Hughes для розвідувального літака Lockheed U-2. Цей комплекс також використовується на борту RC-7B та продається на міжнародному ринку. Комплекс включає радар SAR/MTI, а також оптичний та інфрачервоний сенсори. Усі три підсистеми можуть працювати одночасно, а їхні дані обробляються єдиним процесором. Цифрові дані можуть передаватися на землю в режимі реального часу в межах прямої видимості або через супутниковий канал зі швидкістю до 50 Мбіт/с.
Радар із синтезованою апертурою виготовлений фірмою Raytheon (Hughes) та призначений для роботи в будь-яких погодних умовах. У нормальному режимі роботи він забезпечує отримання радіолокаційного зображення місцевості з роздільністю 1 метр. За добу може бути отримано зображення з площі 138 000 км² на відстані 200 км. У точковому режимі («spotlight mode») відбувається знімання області розміром 2×2 км, за 24 години може бути отримано понад 1900 зображень з роздільною здатністю 0,3 м. Global Hawk має широкосмуговий супутниковий канал зв'язку та канал зв'язку в межах зони прямої видимості.
Підсистема SAR/MTI працює в Х-діапазоні та забезпечує:
- Сканування та виявлення рухомих цілей в радіусі 100 км;
- Комбінований SAR/MTI режим надає можливість спостереження з роздільністю 6 метрів за смугою шириною 37 км та довжиною від 20 до 110 км;
- У режимі деталювання радар забезпечує роздільну здатність 1,8 метра на території 10 км².

Радар має можливість виявлення наземних рухомих об'єктів (moving target indicator — MTI) та передачі відомостей про подібні об'єкти (координати та швидкість) в текстових повідомленнях.
Денна електронно-оптична цифрова камера виготовлена компанією Hughes забезпечує отримання зображень з високою роздільною здатністю. Сенсор зображення з роздільною здатністю 1024×1024 пікселя), поєднаний із телеоб'єктивом з фокусною відстанню 1750 мм. Залежно від програми є два режими роботи — сканування смуги шириною 10 км та отримання детального зображення області 2×2 км.
Зображення, одержувані з радара та ОЕ/ІЧ сенсорів, обробляються на борту БПЛА та передаються на наземну станцію у вигляді окремих кадрів. Наземна станція збирає з кадрів зображення та готує їх для подальшого використання.
Для навігації використовується інерціальна система з поправками від GPS. Global Hawk призначений для автономного польоту та передачі розвідувальних даних через супутникові канали (діапазони Ku та УКХ) на наземну станцію. У разі використання БПЛА в зоні прямої видимості є можливість прямої передачі даних на відповідну наземну станцію.
Наземний сегмент, що складається з обладнання запуску та обслуговування (Launch and Recovery Element) та системи наземного управління (Mission Control Element), так само виробляються компанією Raytheon. MCE використовується для постановки задач, управління та контролю, обробки та передавання зображень. LRE призначений для запуску та пошуку БПЛА. У складі LRE є обладнання для обчислення диференціальних поправок системи GPS для визначення точного навігаційного положення БПЛА під час зльоту та посадки. В інший час основним навігаційним засобом є інерціальна система (з поправками від GPS). Під час місій MCE та LRE можуть перебувати в різних місцях (MCE зазвичай знаходиться в розташуванні командування). Обидві системи входять у наземний сегмент, розміщуються в укріплених сховищах із зовнішніми антенами для прямого та супутникового зв'язку.

### Подальший розвиток
В листопаді 2021 року стало відомо, що безпілотники Повітряних сил (ПС) Сполучених Штатів RQ-4 Global Hawk у модифікаціях Block 20 і Block 30 будуть переобладнані для використання у випробуваннях гіперзвукової ракетної зброї.
Здатність Global Hawks збирати й передавати великі обсяги даних може бути корисною в поточних випробуваннях і розробці гіперзвукової зброї. Тестування гіперзвукових ракет потребує моніторингу траєкторії польоту, здатності до маневрів, теплової сигнатури та точного наведення на ціль. Global Hawks могли б посприяти всьому цьому.

## Модифікації

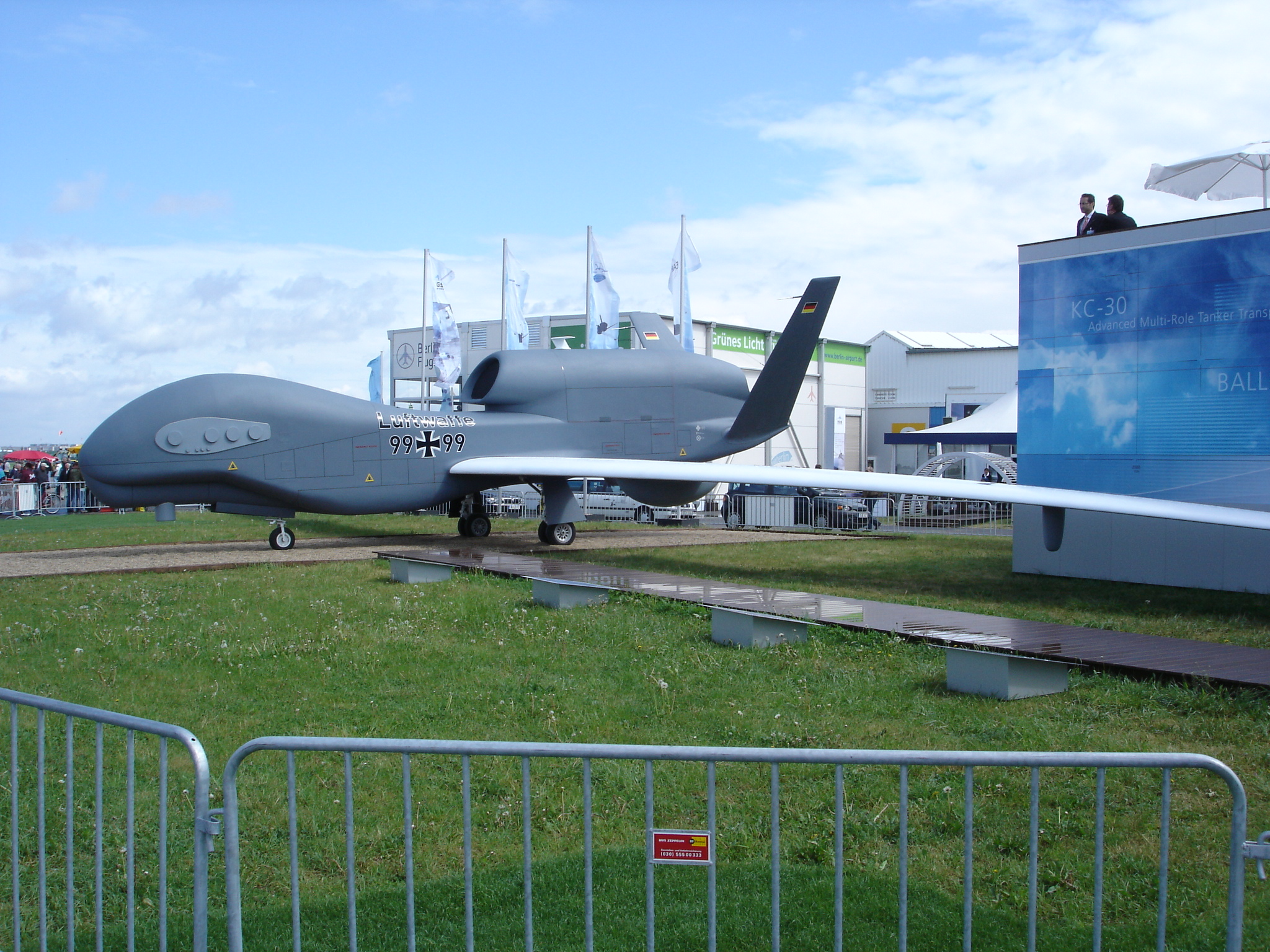
Euro Hawk (2006)

- AV — у 2007 році Національне управління з аеронавтики та дослідження космічного простору придбало два БПЛА для проведення програми дослідження атмосфери GloPac[3]. Переобладнання було завершено у 2009 році[3]. Модифікований апарат здатний нести на борту 907 кілограмів наукового обладнання та підійматися на висоту близько 20 кілометрів, а час його автономної роботи становить 30 годин[3]. Перший апарат одержав назву AV-1[3].
- Euro Hawk — європейська модифікація, створена американською корпорацією Northrop Grumman та Європейським авіакосмічним концерном EADS.
- RQ-4 Global Hawk Block 30 — офіційно прийнята на озброєння Повітряних сил США у вересні 2011 року[4]. До прийняття на озброєння один БПЛА був перекинутий на лівійський театр військових дій та приступив до виконання перших польотів ще до перших авіаційних ударів 19 березня 2011 року[4]. Ще один БПЛА використовувався в Японії для обльоту зони стихійних лих[4]. До середини червня 2011 року у ВПС США було поставлено 12 комплексів[4]. Загалом до початку поставок БПЛА у версії «блок 40» планується придбати 31 у версії «блок 30»[4]. З метою економії у ВПС США будуть зняті з озброєння всі Block 30, також буде припинена закупівля БПЛА.
- RQ-4 Global Hawk Block 40 — перший політ здійснив 16 листопада 2009 року, злетівши з аеродрому авіазаводу № 42 в місті Палмдейл (штат Каліфорнія) та через дві години приземлившись на авіабазі «Едвардс» у Каліфорнії. Основною відмінністю від попередніх модифікацій Block 20/30 є мультиплатформовий радар MP-RTIP. До кінця 2010 року Northrop Grumman має поставити 15 машин RQ-4 Global Hawk Block 40. Як місце базування для них обрана авіабаза «Ґранд-Форкс» у штаті Північна Дакота.
- MQ-4C BAMS — морський патрульний БПЛА на основі RQ-4 Global Hawk.

## Застосування
Global Hawk є першим БПЛА, який отримав дозвіл FAA на самостійну відправку польотного завдання та політ із використанням цивільних повітряних коридорів на території США без додаткових повідомлень.

### Російсько-українська війна
БПЛА RQ-4 Global Hawk американських ВПС (зі складу 9-ї оперативної групи 4-го з'єднання, розташований на авіабазі Сігонелла, основна база — Біл, Каліфорнія) кілька разів здійснювали польоти вздовж лінії розмежування сторін на Донбасі та поблизу окупованого Криму. Так, наприклад, 15 жовтня 2016 року, піднявшись з авіабази НАТО Сігонелла на Сицилії, RQ-4 Global Hawk здійснив обліт окупованого Криму через Миколаїв-Херсон-Мелітополь, водночас відзнявши всю лінію фронту на Донбасі. У грудні 2016 року ними було здійснено іще два польоти до України. Так, 16 грудня БПЛА з позивним UAVGH000 здійснив політ тривалістю майже 10 годин поблизу зони бойових дій на Донбасі. Про польоти розвідувальних безпілотників відомо завдяки увімкненню ними авіаційних транспондерів. У 2017 році польоти здійснювались 5 та 7 лютого.
14 травня був здійснений черговий спостережний обліт тривалістю близько 10 годин. Безпілотник із позивним UAVGH000, що вилетів з авіабази Сігонелла на Сицилії, протягом дня курсував з півночі на південь вздовж лінії розмежування, збираючи розвідувальні відомості, але не перетинав її. Політ проходив на висоті приблизно 15,5 тис. метрів.
У якісь моменти, перебуваючи над територією Луганської області, він наближався до російських кордонів на відстань приблизно в 70—80 км.
Маршрут польоту безпілотника після вильоту з Італії пролягав над Грецією, Болгарією і Румунією. У повітряний простір України він увійшов на північ від території Молдови. Потім безпілотник продовжив політ на схід від Кіровоградської та Дніпропетровської областей у напрямку Донбасу.
20 липня 2017 року безпілотник здійснив розвідувально-спостережний політ тривалістю понад 17 годин. Окрім польоту вздовж лінії розмежування, безпілотник здійснив обліт вздовж південного узбережжя окупованого Криму та вздовж узбережжя в районі Сочі.
23 жовтня 2017 року БПЛА RQ-4 Global Hawk здійснив політ над територією України. Перетнув кордон з боку Румунії, неподалік Чернівців, але вже поблизу Хмельницького вимкнув транспондер і подальший маршрут у відкритому доступі відсутній.
4 грудня 2017 року БПЛА RQ-4 Global Hawk із бортовим номером 10-2043 зробив багатогодинний розвідувальний політ вздовж лінії розмежування на Донбасі та узбережжя окупованого Криму. Після виконання завдання на Донбасі він пішов через Миколаївську область на південь до окупованого Криму, а потім в бік Новоросійська і його військово-морської бази.
1 січня 2018 року був здійснений черговий обліт вздовж лінії розмежування. У певний момент БПЛА вимкнув навігаційний транспондер і його подальший маршрут невідомий. Того ж дня розвідувальний літак P-8A «Посейдон» (168436 PS016) здійснив політ вздовж узбережжя окупованого Криму.

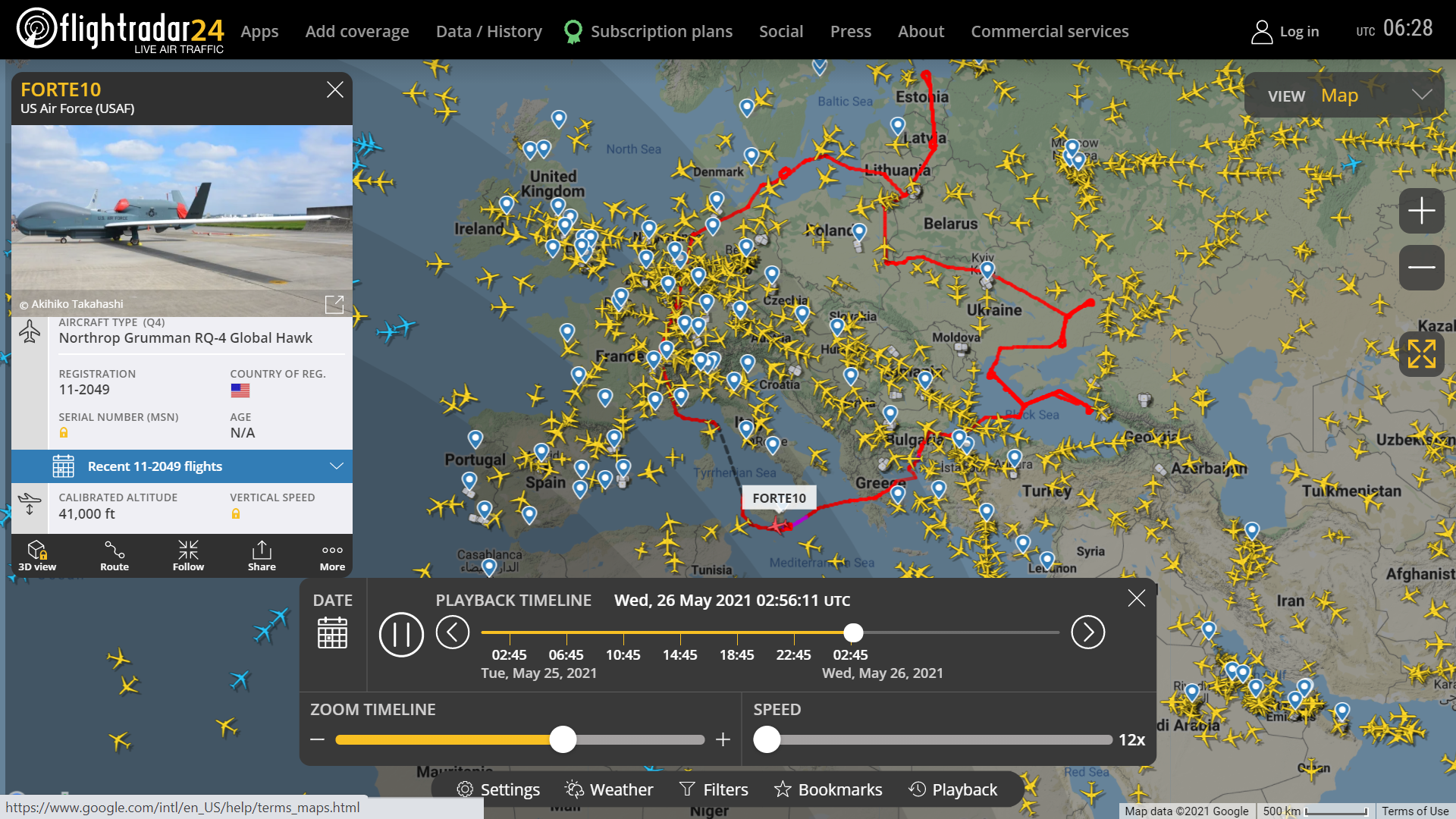
Обліт RQ-4 25 травня вздовж кордонів Білорусі, Росії та тимчасово окупованих територій України

25 травня 2021 року БПЛА RQ-4 Global Hawk із позивним FORTE10 (USAF) зайшов у авіапростір України в районі Гущі (Волинь) і, вздовж кордону із Білоруссю, долетів до Київського водосховища, після чого, минаючи північніше Київ, направився через Полтаву в район Краматорська. Далі RQ-4 Global Hawk здійснив обліт лінії розмежування із так званими «ЛНР» та «ДНР», через Мелітополь та Миколаїв направився вздовж окупованого Криму, після чого зробив петлю у Чорному морі біля Сочі та направився на свою базу в Італії. Політ БПЛА здійснював з увімкненим транспондером.
Зазвичай безпілотник кілька годин курсує з півночі на південь уздовж лінії розмежування України з так званими «ДНР» і «ЛНР», але не перетинає її. Розвідник летить на висоті 16 тис. метрів.
З урахуванням можливостей ведення розвідки вглиб до 300 км безпілотник RQ-4 Global Hawk може спостерігати за всією територією «ДНР» і «ЛНР», а також прикордонними областями Росії.
За повідомленням інтернет-видання «Defence Blog» американськими військовими були зафіксовані спроби перехоплення та придушення систем навігації та каналів зв'язку БПЛА RQ-4, які регулярно здійснюють патрулювання вздовж західних кордонів Росії. Були використані як наземні, так і повітряні системи РЕР і РЕБ (зокрема, Берієв А-100).

## Вартість
Вартість одиниці оцінюється до 140 мільйонів доларів (без урахування витрат на НДДКР), година польоту коштує 31 000 доларів.

## Потенційні оператори
Австралія ухвалила рішення про закупівлю декількох Global Hawk для спостереження за морем та сушею. Вибір був зроблений після порівняння Global Hawk із RQ-1 Mariner на випробуваннях 2007 року. Планувалося, що Global Hawk буде використовуватися разом із керованим людиною P-8 Poseidon 10 та 11 ескадрильєю Королівських військово-повітряних сил Австралії. Ця комбінація (або аналогічна) повинна була замінити існуючий AP-3C Orion у 2018 році. Через важку економічну ситуацію та перенесення термінів доставки на 2015 рік австралійський уряд скасував замовлення.
 Канада — інший потенційний покупець, який бажає використовувати Global Hawk для спостереження за віддаленими районами Арктики; при цьому Global Hawk повністю замінить або доповнить патрульний літак CP-140 Aurora.
 Іспанія також має плани із закупівлі Global Hawk та вже підписала контракти з Northrop Grumman.
 Японія зацікавлена в покупці трьох Global Hawk.
Збройні сили Нової Зеландії розглядають Global Hawk як потенційний засіб спостереження за Південним океаном та тихоокеанськими островами; також для цих цілей можуть бути обрані IAI Heron та безпілотник власної розробки «Kahu».

## Втрати
Один Global Hawk був втрачений у бойовому вильоті в грудні 2001 року (імовірно внаслідок технічної несправності).

### Виноски
1. 1 2  Analysis of the Fiscal Year 2012 Pentagon Spending Request|COSTOFWAR.COM. Архів оригіналу за 18 червня 2012. Процитовано 27 травня 2012.
2. 1 2  Козацький Саня (29 листопада 2021). БПЛА RQ-4 Global Hawk використовуватимуть для випробування гіперзвукової зброї. Український мілітарний портал. Архів оригіналу за 29 листопада 2021. Процитовано 29 листопада 2021.
3. 1 2 3 4  Elizabeth Howell. What is a drone?/ Space.com, October 03, 2018. Архів оригіналу за 17 серпня 2021. Процитовано 17 серпня 2021.
4. 1 2 3 4 5  ВПС США прийняли на озброєння безпілотний літальний апарат "Ґлобал Гок" у варіанті "блок 30" та застосували його в Лівії. itar-tass.com. 22/09/2011. Архів оригіналу за 29 лютого 2012. Процитовано 23 вересня 2011.
5. ↑  Петро ЗУЙОК (20 грудня 2016 року). Смерть із неба. Як ударні безпілотники ЗСУ атакуватимуть окупантів на Донбасі. ФОТО. Тексти.
6. ↑  Безпілотник ВПС США знову провів розвідку вздовж лінії розмежування по Донбасі. Військовий навігатор. 17 грудня 2016 року. Архів оригіналу за 20 серпня 2017. Процитовано 10 травня 2022.
7. 1 2 3  Безпілотник США проводить активну розвідку на лінії розмежування з «ЛДНР». Військова панорама. 8 лютого 2017 року. Архів оригіналу за 12 лютого 2017. Процитовано 12 лютого 2017.
8. 1 2 3  Американський безпілотник провів розвідку на Донбасі. Інтерфакс. 14 травня 2017. Архів оригіналу за 17 травня 2017. Процитовано 17 травня 2017.
9. ↑  David Cenciotti (20 липня 2017). Here Is The Route A U.S. RQ-4 Global Hawk Drone Is Currently Flying During A Surveillance Mission Over The Black Sea And Ukraine. The Aviationist. Архів оригіналу за 3 серпня 2017. Процитовано 3 серпня 2017.
10. ↑  МИНУЛОЇ ДОБИ БЕЗПІЛОТНИК-РОЗВІДНИК RQ-4 GLOBAL HAWK ЗДІЙСНИВ ПОЛІТ НАД ТЕРИТОРІЄЮ УКРАЇНИ. Український мілітарний портал. 24 жовтня 2017. Архів оригіналу за 24 жовтня 2017. Процитовано 24 жовтня 2017.
11. ↑  Global Hawk зробив черговий розвідувальний політ вздовж лінії розмежування на Донбасі 04.12.2017. Військові сторінки України. Архів оригіналу за 6 грудня 2017. Процитовано 6 грудня 2017.
12. ↑  @AircraftSpots [@AircraftSpots] (1 січня 2018). 53,000 feet over Donetsk, Ukraine (Твіт) — через Твіттер.
13. ↑  @AircraftSpots [@AircraftSpots] (1 січня 2018). Orbiting 25,000 feet over the Black Sea - South of Sevastopol (Твіт) — через Твіттер.
14. ↑  Dylan Malyasov (22 квітня 2021). Russia tries to jam signals from U.S. Air Force RQ-4 surveillance drone. Defence Blog. Архів оригіналу за 23 квітня 2021. Процитовано 23 квітня 2021.
15. ↑  Australia funds study. Flight International 09/05/06.
16. ↑  abc.net.au/news/stories/2009/03/03/2505653. Htm ?section=australia Govt scraps plan for military drones — ABC news. Архів оригіналу за 29 листопада 2009. Процитовано 10 травня 2022.
17. ↑  Northrop negocia la venta de diez aviones espía a España — CincoDias.com
18. ↑  Com.tw/asia/japan/2010/10/05/275048/Japan-may.htm Japan may buy US drones to spy on China military[недоступне посилання з червня 2019] 5 October 2010, The China Post of Taiwan